# Trevi
Pour les articles homonymes, voir Trevi (homonymie).
Trevi (en latin Trebiae) est une commune italienne d'environ 8 300 habitants située dans la province de Pérouse, dans la région Ombrie, en Italie centrale. Le village a obtenu le label des Plus Beaux Bourgs d'Italie.

## Géographie
Trevi est bâtie sur un promontoire et se trouve dans le centre oriental de l'Ombrie sur les flancs du Mont Serano, surplombant la vallée du Clitumne. La ville est à 10 km de Foligno et à 20 km de Spolète.
Le territoire de la comune (commune italienne) s'étend sur 71 km2 depuis la vallée (210 mètres d'altitude) jusqu'aux monts Brunette (1 422 mètres d'altitude) et Serano (1 429 mètres d'altitude). Il peut être divisé en trois zones plus ou moins égales : la plaine, les collines et la montagne, chacune ayant sa propre végétation. Dans la plaine, le sol est très fertile et bien arrosé par plusieurs cours d'eau, héritiers du Lacus Clitorius asséché durant l'Antiquité, on y cultive des céréales. Les collines sont faites d'un calcaire alcalin avec un très bon drainage qui le rend idéal pour la culture de l'olivier (l'huile d'olive de Trevi a la réputation d'être la meilleure d'Italie). Les montagnes sont couvertes de pâturages et de forêts, la plupart à feuilles caduques.
L'environnement naturel demeure en grande partie preservé, en dépit du fait que ce territoire est peuplé depuis des millénaires. La partie montagneuse est en dépopulation comme dans le reste de l'Italie, car l'exode rural a été très fort dans ce pays pendant la seconde moitié du XXe siècle.
Plusieurs rivières et canaux, dont aucun n'est très large, s'écoulent, généralement du sud vers le nord, et convergent en une seule rivière près de Bevagna. Leurs cours sont aujourd'hui largement artificiels, le résultat de travaux entrepris au cours des siècles et dont les plus anciens connus remontent à Théodoric le Grand au VIe siècle. La plus importante de ces rivières est le Clitume dont les eaux déifiées étaient dans l'Antiquité réputés avoir des propriétés miraculeuses et qui furent célébrées en prose ou en vers par Pline l'Ancien, Properce, Claudien, lord Byron et le poète italien Giosuè Carducci.
La population de la comune est d'environ 8 000 habitants, la ville de Trevi proprement dite en comptant la moitié. La ville est en grande partie construite sur un terrain nettement en pente, seule sa partie la plus centrale est plate. Elle offre l'une des meilleures vues de l'Ombrie, s'étendant jusque plus de 50 kilomètres vers l'ouest.

## Monuments et patrimoine
Deux enceintes datant du Moyen Âge entourent la ville.
Trevi possède une douzaine d'églises du Moyen Âge : 
- l'ex-cathédrale (San Emiliano), édifice roman dont l'intérieur fut très largement remanié au XVIIIe siècle ;
- le sanctuaire de la Madonna delle Lacrime, remarquable pour sa fresque du Perugin ;
- l'ancienne église San Francesco, désormais un musée ;
- San Martino, avec des œuvres de Mezzastris.

Le territoire de la commune est particulièrement riche en églises romanes : certaines, dans la plaine, ont été érigées sur la Via Flaminia.

## Transports
Trevi est desservie par la ligne ferroviaire reliant Rome à Ancône ainsi que par celle de Florence à Rome par Pérouse. 

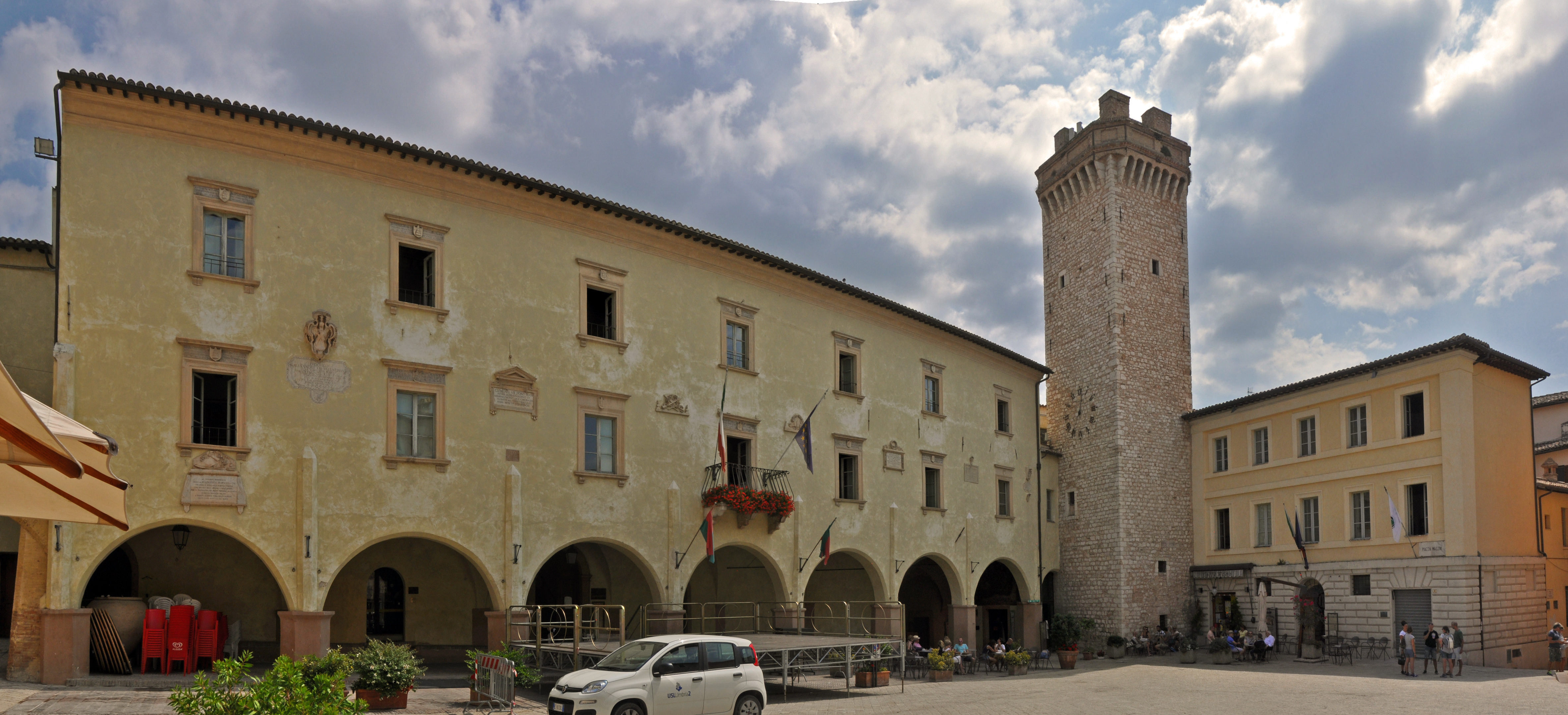
Le palais communal place Mazzini.

## Administration
| Période                                  | Période  | Identité             | Étiquette     | Qualité |
| ---------------------------------------- | -------- | -------------------- | ------------- | ------- |
| juin 2018                                | En cours | Bernardino Sperandio | liste civique |         |
| Les données manquantes sont à compléter. |          |                      |               |         |

### Hameaux
Borgo, Bovara, Cannaiola, Coste, Lapigge, Manciano, Matigge, Parrano, Picciche, San Lorenzo, Santa Maria in Valle.

### Communes limitrophes
Campello sul Clitunno, Castel Ritaldi, Foligno, Montefalco, Sellano, Spolète.

### Note bibliographique
- Historia universale dello Stato temporale ed ecclesiastico di Trevi, 1233p, de Durastante Natalucci, Trevi, 1745. (Histoire de Trevi)
- Cannaiola, Memorie storiche raccolte negli anni 1873‑74 du R.P. (depuis 1983 le Bienheureux) Pietro Bonilli.
- Série de 3 volumes, portant divers titres, de Carlo Zenobi, Trevi, 1987‑1995.